# Röhrenseeschlangen
Die Röhrenseeschlangen (Aipysurus) sind eine Schlangengattung der Giftnattern und zählen zur Unterfamilie der Seeschlangen.

## Merkmale
Die Gattung Aipysurus umfasst Schlangenarten von kleiner bis mittlerer Größe und mit kräftigem Körperbau. Der Schwanz ist, für Seeschlangen typisch, seitlich abgeflacht. Die Bauchschilde sind, für Seeschlangen eher untypisch, breit. Der Giftapparat besteht aus seitlich des Schädels befindlichen Giftdrüsen (spezialisierte Speicheldrüsen) und im vorderen Oberkiefer befindlichen, unbeweglichen Fangzähnen (proteroglyphe Zahnstellung). Die Fangzähne können bei der Olivgrünen Seeschlange bis zu 4,7 mm lang sein, während sie bei Aipysurus eydouxii weitgehend reduziert sind.

## Lebensweise
Die Arten der Gattung besiedeln hauptsächlich seichte Gewässer in Küstennähe, typische Biotope finden sich in und an Korallenriffen. Das Beutespektrum der Arten umfasst Fische, Garnelen und Fischlaich. Das Giftsekret setzen die Tiere zum Beuteerwerb ein. Aipysurus eydouxii ist auf Fischlaich spezialisiert, der Giftapparat der Art hat sich vermutlich aufgrund dieser Spezialisierung weitgehend zurückgebildet; auch die neurotoxischen Effekte, die für andere Vertreter der Gattung typisch sind, sind bei Aipysurus eydouxii wenig ausgeprägt. Die Fortpflanzung erfolgt durch Ovoviviparie, also ei-lebendgebärend. Ein Wurf umfasst nur wenige Jungschlangen, bei der Olivgrünen Seeschlange beispielsweise ein bis fünf Jungtiere.

## Taxonomie
Aipysurus wurde als Gattung im Jahr 1804 durch den französischen Zoologen Bernard Germain Lacépède aufgestellt. Die Typusart ist Aipysurus laevis Lacépède 1804. Mit Informationsstand 2024 werden folgende Arten anerkannt und in The Reptile Database aufgeführt:
| Taxon                    | Trivialname               | Erstbeschreibung                                                     | Verbreitungsgebiet | IUCN |
| ------------------------ | ------------------------- | -------------------------------------------------------------------- | --- | ---- |
| Aipysurus apraefrontalis | Short-nosed Sea Snake     | Smith 1926                                                           | Timorsee, Australien (Western Australia) | 2018 |
| Aipysurus duboisii       | Dubois’ Seeschlange       | Bavay, 1869                                                          | Australien (Northern Territory, Queensland, New South Wales, Western Australia), Timorsee, Papua-Neuguinea, Neukaledonien                               | 2009 |
| Aipysurus eydouxii       | Marmorierte Seeschlange   | (Gray, 1849)                                                         | Südchinesisches Meer, Golf von Thailand, Kambodscha, Borneo, Malaysien, Singapur, Vietnam, Papua-Neuguinea, Australien (Torres-Straße, Thursday Island) | 2009 |
| Aipysurus foliosquama    | Blattschuppen-Seeschlange | Smith, 1826                                                          | Timorsee, Australien (Western Australia, Ashmore-, Hibernia- und Scott-Riff)                                                                            | 2018 |
| Aipysurus fuscus         | Timor-Riffschlange        | (Tschudi, 1837)                                                      | Timor, Papua-Neuguinea, Australien (Western Australia, Ashmore-Riff)                                                                                    | 2009 |
| Aipysurus laevis         | Olivgrüne Seeschlange     | Lacépède, 1804                                                       | Timor, Papua-Neuguinea, Korallenmeer bis Neukaledonien, tropisches Australien                                                                           | 2018 |
| Aipysurus mosaicus       | Mosiac Sea Snake          | Sanders, Rasmussen, Elmberg, Mumpuni, Guinea, Blias, Lee & Fry, 2012 | Papua-Neuguinea, tropisches Australien | 2018 |
| Aipysurus pooleorum      | Shark Bay Seasnake        | Smith, 1974                                                          | Australien (mittlere Westküste, Shark Bay) | 2018 |
| Aipysurus tenuis         | Arafura Sea Snake         | Lönneberg & Andersson, 1913                                          | Arafurasee, Western Australia | 2009 |